# Henrik Jensen (Musiker)
Henrik Jensen (* um 1975) ist ein dänischer, in London arbeitender Musiker (Kontrabass, Komposition) des Modern Jazz.

## Leben und Wirken
Jensen kam 1997 aus Dänemark nach London, um am Musicians Institute E-Bass zu studieren. Er wechselte schließlich zum Kontrabass und wurde Schüler der Royal Academy of Music im Jazz-Kurs. In dieser Zeit studierte er bei verschiedenen Basslehrern, darunter Jeff Clyne, Steve Watts, Jeremy Brown und Anders Jormin. In Großbritannien arbeitete er mit Jazzmusikern wie Martin Speake, Pete Wareham, Stan Sulzmann, Asaf Sirkis und Roger Beaujolais zusammen. Jensen leitet auch sein eigenes Quartett Followed by Thirteen, das er 2010 gegründet hatte. Mit dieser Gruppe – mit Andre Canniere (Trompete), Esben Tjalve (Piano) und Pete Ibbetson (Schlagzeug) – nahm er mit eigenen Kompositionen das Debütalbum Qualia (2013) auf, gefolgt von der EP Blackwater (2016), die lobende Erwähnung im Guardian fanden. Ihr Sound deute manchmal auf zeitgenössischen New Yorker Downtown Jazz und manchmal auf die flexible Swing-Hipness einer früheren Ära hin, schrieb John Fordham. 2020 legte Jensen mit seinem Quartett Followed by Thirteen das Album Affinity vor.
Jensen arbeitet weiterhin mit dem Berliner Saxophonisten Peter Ehwald zusammen, zu hören auf Songs of Trees (2008) und Jensen / Ehwald (2011); des Weiteren mit Mauricio Velasierra, Joy Ellis (Life On Land), im Will Butterworth Trio, dem Vokaltrio The Puppini Sisters und in The Bilbo Trio mit Antonio Fusco und Bruno Heinen.

## Diskographische Hinweise
- Blackwater (Jellymould Jazz, 2005), mit Andre Canniere, Esben Tjalve, Antonio Fusco